# 1452년

## 연호
- 명(明) 경태(景泰) 3년
- 일본(日本) 호토쿠(宝徳) 4년 / 교토쿠(享徳) 원년
- 후 레 왕조(後黎朝) 다이호아(大和) 10년

## 기년
- 명(明) 대종 경태제(代宗 景泰帝) 3년
- 조선(朝鮮) 문종(文宗) 2년
- 후 레 왕조(後黎朝) 인종(仁宗) 10년

## 사건
- 고려사절요 편찬
- 단종 즉위

## 탄생
- 4월 15일 - 이탈리아 건축가, 조각가, 예술가, 발명가, 음악가 레오나르도 다 빈치. (~?)
- 10월 2일 - 영국의 왕 리처드 3세. (~1485년)

### 미상
- 조선 전기의 문신 김성동. (~1495년)

## 사망
- 6월 1일 - 조선의 제5대 국왕 문종. (1414년~)

### 미상
- 조선 초기의 문신, 재상 황희. (1363년~)